# Edward Meeks
Pour les articles homonymes, voir Meeks.
Edward Meeks, né le 27 septembre 1931 à Jonesboro (Arkansas) et mort le 2 juillet 2022 à Issy-les-Moulineaux, est un acteur et producteur franco-américain.

## Biographie
Edward Meeks épouse en 1972 la romancière Jacqueline Monsigny (1931-2017).
Edward Meeks débute au cinéma en 1962 dans Le Jour le plus long (film qui retrace chronologiquement les évènements du débarquement allié en Normandie dans la journée du 6 juin 1944).
Il devient célèbre en France en 1966 grâce à la télévision, avec la série Les Globe-trotters, dont il est avec Yves Rénier l'un des deux héros.
Edward Meeks interprète le pilote de l'avion détourné dans Le Clan des Siciliens (1969), et en 1982, fait partie de la distribution (avec la Princesse de Monaco), d'un court-métrage resté inédit Rearranged.
Il est inhumé au cimetière du Père-Lachaise (division 85).

## Publications
- 2004 : John Kerry, l’espoir perdu (Éditions du Rocher)
- 2006 : Le Roman de Hollywood - avec Jacqueline Monsigny (Éditions du Rocher)
- 2007 : Le Roman du Festival de Cannes - avec Jacqueline Monsigny (Éditions du Rocher)
- 2010 : Les Globe-Trotteurs, ma grande aventure (Éditions Vaillant) Prix d'Honneur Festilivres-Monéteau
- 2012 : Merveilleuse Grace de Monaco - avec Jacqueline Monsigny (Éditions Vaillant)
- 2014 : Avec Elizabeth Taylor et Richard Burton - avec Jacqueline Monsigny (Éditions Vaillant)

## Filmographie

### Cinéma
- 1962 : Le Jour le plus long de Darryl Zanuck : un soldat américain parlant au Gén. Cota
- 1962 : Le Jour et l'Heure de René Clément : un aviateur anglais
- 1963 : Maigret voit rouge de Gilles Grangier : Bill Larner
- 1963 : Le train de Berlin est arrêté (Verspätung in Marienborn) de Rolf Hädrich (de) : capitaine Kolski
- 1964 : Le Monocle rit jaune de Georges Lautner : Major Sidney
- 1965 : Pleins Feux sur Stanislas de Jean-Charles Dudrumet : l'espion anglais
- 1966 : Galia de Georges Lautner : un amant de Galia
- 1969 : Le Clan des Siciliens d'Henri Verneuil : le commandant de bord
- 1970 : Liberxina 90 de Carlos Duran : Doc
- 1970 : Patton de Franklin Schaffner : major du corps médical
- 1971 : Le Loup des mers (Der Seewolf) d'Alecu Croitoru : Humphrey van Weyden
- 1972 : Barbe-Bleue d'Edward Dmytryk : Sergio
- 1975 : Le Faux-cul de Roger Hanin : Stafford
- 1977 : Black-Out de Philippe Mordacq : Patrick Haris
- 1979 : Grandison d'Achim Kurz : poète
- 1982 : Rearranged (court-métrage) : Docteur Nelson
- 1983 : Le Grand Carnaval d'Alexandre Arcady : colonel Hendricks
- 1984 : Ne quittez pas (court-métrage) : Becker
- 1985 : Bras de fer de Gérard Vergez : le colonel
- 1985 : Les Loups entre eux de José Giovanni : Straub
- 1987 : Châteauroux district de Philippe Charigot : Harper
- 1988 : Honour Bound de Jeannot Szwarc : Pearson
- 1989 : Sauf votre respect (Try This One for Size) de Guy Hamilton : Lindsay
- 1991 : Génération Oxygène de Georges Trillat : Robert Chamberlain
- 1994 : Pushing the Limits de Thierry Donard : Farjonnes
- 1999 : Mon Année 1919 de Huang Jianzhong : président Woodrow Wilson
- 2009 : The Misadventures of Frank and Martha (court-métrage) : Frank
- 2020 : Grizzly II: The Predator d'André Szöts : Pete (film tourné en 1983)

### Télévision
- 1966-1969 : Les Globe-trotters (série TV) : Bob Curry
- 1971 : Le Loup des mers (série TV) : Humphrey van Weyden
- 1974 : Das blaue Palais (série TV) : Cavington
- 1976 : Nick Verlaine ou Comment voler la tour Eiffel (série TV) : Swift
- 1976 : Les Brigades du Tigre (série TV) : Tommy Bennett
- 1977 : Allez la rafale ! (série TV) : Peter Fortylove
- 1979 : Les Dossiers de l'écran (série TV) : un journaliste
- 1981 : Susi (série TV) : Claude
- 1981 : La Voie Jackson (téléfilm) : Alexandre
- 1981 : L'Atterrissage (téléfilm) : l'Américain
- 1981 : Sans famille (série TV) : James Menger
- 1982 : L'Esprit de famille (série TV) : Dr Miller
- 1985 : Le Regard dans le miroir (téléfilm) : Clint Campbell
- 1989 : Navarro (série TV) : Wilson
- 1990 : Michigan mélodie (téléfilm) : Bo Boldinger
- 1991 : Marc et Sophie (série TV) : Bob
- 1992 : V comme vengeance (série TV) : Ben
- 1992 : Haute tension (série TV) : Tom
- 1994 : Association de bienfaiteurs (série TV) : Stone
- 1994 : Un jour avant l'aube (téléfilm) : Général McQueen
- 1995 : Aventure dans le Grand Nord (série TV) : Fitzgerald
- 2005 et 2007 : Carla Rubens (série TV) : Mr. Smith / Smith
- 2016 : Origines (série TV) : Jack Evans

### Scénariste
- Michigan Mélodie (TF1) (avec Jacqueline Monsigny)

## Théâtre
- 1973 : Par-dessus bord de Michel Vinaver, mise en scène Roger Planchon, Théâtre national populaire Villeurbanne
- 1975 : Le Zouave de Claude Rich, mise en scène Jean-Louis Thamin, Comédie des Champs-Élysées
- 1976 : Nini la chance livret Jacques Mareuil, musique Georges Liferman, mise en scène Raymond Vogel, théâtre Marigny